# North American Aerospace Defense Command
North American Aerospace Defense Command (Norad) är ett bilateralt militärkommando inrättat av USA och Kanada, bemannat av personal från USA:s väpnade styrkor och Kanadas väpnade styrkor, som funnits sedan 1958. Norads uppdrag är att övervaka det Nordamerikanska luftrummet och vid allvarliga incidenter larma respektive lands högsta ledning, dvs USA:s president och Kanadas premiärminister. 
Vid tidpunkten då Norad inrättades, dvs. under det kalla kriget, var det stora hotet interkontinentala ballistiska robotar från Sovjetunionen. Efter det kalla krigets slut, och i synnerhet efter 11 september-attackerna år 2001, har Norad fokuserat mer på asymmetriska hot inifrån USA och Kanadas luftrum.
Chefen för Norad, som alltid har varit en amerikansk officer, är sedan oktober 2002 även militärbefälhavare för U.S. Northern Command. Mellan 1985 och 2002 var Norads chef militärbefälhavare för U.S. Space Command, som i oktober 2002 fusionerades med U.S. Strategic Command. Vicechefen för Norad har alltid varit en kanadensisk officer. Högkvarteret för Norad är samlokaliserat med U.S. Northern Command vid Peterson Space Force Base i Colorado Springs, Colorado.

## Cheyenne Mountain Air Force Station
Norad sammankopplas ofta med anläggningen Cheyenne Mountain Air Force Station (CMAFS), den underjordiska ledningscentralen i berget Cheyenne Mountain, beläget sydväst om Colorado Springs. CMAFS ligger 600 meter inne i berget, och alla avdelningar omges av stålnät och byggnaderna inuti berget bärs upp av fjädrar, så att eventuella skakningar från jordbävningar eller bombnedslag inte kan påverka arbetets gång. CMAFS har sin egen ström- och vattenförsörjning, och luften renas från orenheter, innan den släpps in till dem som arbetar på platsen.